# یواس‌اس سایکلوپ
یواس‌اس سایکلوب (به انگلیسی: USS Cyclops) یکی از حوادثی است که طی آن این کشتی در مثلث برمودا ناپدید شد. این حادثه در ۴ مارس ۱۹۱۸ به وقوع پیوست و پس از خروج از جزیرهٔ باربادوس منجر به از دست دادن بزرگترین ناوگان تاریخ نیروی دریایی ایالات متحده و هر ۳۰۹ خدمه کشتی شد. اگرچه هیچ مدرکی برای نظریه‌ها ارائه نشده‌است، اما برخی علت این حادثه را طوفان و برخی فعالیت‌های دشمن در زمان جنگ جهانی اول دانسته‌اند. همراه این کشتی، دو کشتی خواهر به نام‌های یواس‌اس پروتئوس و یواس‌اس نرئوس در اقیانوس اطلس شمالی در زمان جنگ جهانی دوم ناپدید شدند. هر دو کشتی حمل و نقل بودند و هدفشان رساندن سنگ معدن فلز به سایکلوپ بود. علت غرق شدن این سه کشتی چگالی آب در نظر گرفته شده‌است.